# A’ST1
A'ST1 (kor. 에이스타일; Asia Star Number 1) – boysband z Korei Południowej grający k-pop, zadebiutował w kwietniu 2008 roku w Korei Południowej. 17 kwietnia 2008 roku ukazał się pierwszy singel zespołu „1.2.3.4.BACK”. Wziął udział w nagraniu ścieżki dźwiękowej do Kkotboda namja. W jego skład wchodziło czterech Koreańczyków, pół-Japończyk, pół-Koreańczyk i Chińczyk.

## Członkowie
| Pseudonim       | Pseudonim | Prawdziwe imię                                         | Pozycja w zespole | Data urodzenia                            |
| Latynizacja     | Hangul    | Prawdziwe imię                                         | Pozycja w zespole | Data urodzenia                            |
| --------------- | --------- | ------------------------------------------------------ | ----------------- | ----------------------------------------- |
| Jungjin (lider) | 정진      | Park Jung-jin (kor. 박정진)                            | Lider, wokal      | 1 maja 1987(dts)                          |
| Tomo            | 토모      | Dong Yun-ki (kor. 동윤기) Tomoki Azuma (jap. 藤原倫己) | Wokal             | 25 stycznia 1987(dts)                     |
| Haiming         | 하이밍    | Jung Hae-myung (kor. 정해명)                           | Wokal             | 7 sierpnia 1987(dts)                      |
| Jangmoon        | 장문      | Byon Jang-moon (kor. 변장문)                           | Główny wokal      | 29 września 1988(dts)                     |
| Inkyu           | 인규      | Sung In-kyu (kor. 성인규)                              | Raper             | 8 listopada 1988(dts)–22 lutego 2013(dts) |
| Hanbyul         | 인규      | Lim Han-byul (kor. 임한별)                             | Główny wokal      | 8 lutego 1989(dts)                        |

## Dyskografia
| Nazwa | Data wydania                                                         | Lista piosenek                                                           |
| ----- | -------------------------------------------------------------------- | ------------------------------------------------------------------------ |
| 1     | 1.2.3.4.BACK - Data Wydania: 24 kwietnia 2008 - Język: Koreański     | 1. 1.2.3.4. Back 2. Show 3. Funky N Roll Tonight 4. You 5. 내가 바보였어 |
| 2     | Kkotboda namja (OST) - Data Wydania: 2 marca 2009 - Język: Koreański | 1. 아쉬운 마음인걸                                                       |
| 3     | Dynamite - Data Wydania: 16 kwietnia 2009 - Język: Koreański         | 1. Dynamite 2. 내가 아니라 3. No More 4. 빈칸 채우기 5. Why              |